# Rodrigo Zeferino
Zeferino, właśc. Rodrigo Zeferino da Silva (ur. 7 czerwca 1981 w Tubarão) – brazylijski piłkarz występujący na pozycji pomocnika lub napastnika.

## Kariera klubowa
Grę w piłkę nożną rozpoczął klubie Tubarão FC z rodzinnego miasta Tubarão. Następnie trenował w zespołach młodzieżowych Grêmio Esportivo Brasil. W latach 2002–2004 występował w Goiás EC, w barwach którego 10 sierpnia 2002 zadebiutował w Série A w wygranym 3:1 meczu przeciwko Associação Portuguesa de Desportos. W sezonie 2003 był on wypożyczony na pół roku do Paraná Clube, gdzie rozegrał 17 spotkań w brazylijskiej ekstraklasie. W latach 2004–2005 był zawodnikiem Joinville EC (Série B) oraz EC Juventude (Série A).
Latem 2005 roku podpisał kontrakt z Polonią Warszawa, stając się pierwszym zawodnikiem z Brazylii w historii klubu. 27 sierpnia 2005 zadebiutował w Ekstraklasie w zremisowanym 0:0 meczu z Amicą Wronki. Po czterech miesiącach rozwiązano z nim umowę. Łącznie rozegrał dla Polonii 6 ligowych spotkań i 1 mecz w ramach Pucharu Polski, nie zdobył żadnej bramki. W 2006 roku powrócił do Brazylii, gdzie występował w zespołach z niższych kategorii rozgrywkowych. W sezonie 2012 będąc graczem CE Bento Gonçalves wywalczył Campeonato Gaúcho. W 2014 roku zakończył karierę piłkarską jako zawodnik klubu Brasil de Farroupilha, grającego w II dywizji stanu Rio Grande do Sul.

## Sukcesy
CE Bento Gonçalves
- Campeonato Gaúcho: 2012